# Eling (Berkshire)
Eling – przysiółek w Anglii, w hrabstwie ceremonialnym Berkshire, w dystrykcie (unitary authority) West Berkshire. Leży 20 km na zachód od centrum miasta Reading i 78 km na zachód od centrum Londynu. Eling jest wspomniana w Domesday Book (1086) jako Elinge.